# ژولین پیه
ژولین پیه (فرانسوی: Julien Pillet‎؛ زادهٔ ۲۸ سپتامبر ۱۹۷۷) شمشیرباز اهل فرانسه است.
وی همچنین برندهٔ جوایزی همچون لژیون دونور (شوالیه) شده‌است.
وی در مسابقات کشوری و بین‌المللی در مجموع برندهٔ ۲ مدال طلا، ۱ مدال نقره شده‌است.